# Kaizer Chiefs FC
Kaizer Chiefs FC je južnoafrički nogometni klub iz Johannesburga. 
Kaizer Chiefs je najveći i najpopularniji južnoafrički klub, te se procjenjuje da ima 16 milijuna navijača. Klub, do preseljenja na novi stadion naziva Amakhosi Stadium igra na stadionima FNB i Ellis Park. Najveći rival Chiefsa je Orlando Pirates, s kojim igra tzv. Soweto derbi. Zbog odbijanja sudjelovanja na CAF Konfederacijskom kupu, Afrički nogometni savez (CAF) im je zabranio sudjelovanje na svim afričkim natjecanjima do 2009. To je već drugi put u četiri godine da je klub kažnjen iz istog razloga. 

## Uspjesi
- Prvenstva Južne Afrike
  - Premier Soccer League: 2003./04., 2004./05., 2012./13., 2014./15.
  - National Soccer League: 1989., 1991., 1992.
  - National Professional Soccer League: 1974., 1977., 1979., 1981., 1984.

- Kupovi u Južnoj Africi[1]
  - Nedbank Cup: 1971., 1972., 1976., 1977., 1979., 1981., 1982., 1984., 1987., 1992., 2000., 2006., 2013.
  - Telkom Knockout: 1983., 1984., 1986., 1988., 1989., 1997., 1998., 2001., 2003., 2004., 2007., 2009., 2010.
  - MTN8 Cup: 1974., 1976., 1977., 1981., 1982., 1985., 1987., 1989., 1991., 1992., 1994., 2001., 2006., 2008., 2014.
  - Ohlsson's Challenge Cup: 1987., 1989.
  - Castle Challenge Cup: 1990., 1991.
  - Stylo Cup: 1970.
  - UCT Super Team Competition: 1972.
  - Carling Black Label Cup: 2013., 2016.
  - Telkom Charity Cup: 1986.,1987., 1988., 1989., 1990., 1994., 1996., 1998., 2002., 2003., 2010.

Međunarodna natjecanja
- Afrički Kup pobjednika kupova
  - pobjednik: 2001.
- CAF Super Cup
  - drugoplasirani: 2002.

## Vanjske poveznice
- Službena stranica (engl.)